# Lista de vice-governadores do Tocantins
Esta é uma lista de vice-governadores do estado do Tocantins.
| Ordem | Lista de vice-governadores do Tocantins       | Início do mandato     | Fim do mandato         | Cidade onde nasceu    | Unidade federativa | Notas de rodapé       | Referências          |
| 01    | Darci Martins Coelho                          | 1º de janeiro de 1989 | 15 de março de 1991    | Porto Franco          | Maranhão           | [ nota 1 ]            | [ 1 ] [ 2 ]          |
| 02    | Paulo Sidnei Antunes                          | 15 de março de 1991   | 1º de janeiro de 1995  | Inhumas               | Goiás              |                       | [ 3 ]                |
| 03    | Raimundo Nonato Pires dos Santos              | 1º de janeiro de 1995 | 4 de abril de 1998     | Miracema do Tocantins | Tocantins          | [ nota 2 ]            |                      |
| 04    | João Lisboa da Cruz                           | 1º de janeiro de 1999 | 1º de janeiro de 2003  | Brejinho de Nazaré    | Tocantins          |                       |                      |
| 05    | Raimundo Nonato Pires dos Santos              | 1º de janeiro de 2003 | 1º de janeiro de 2007  | Miracema do Tocantins | Tocantins          |                       |                      |
| 06    | Paulo Sidnei Antunes                          | 1º de janeiro de 2007 | 26 de setembro de 2009 | Inhumas               | Goiás              | [ nota 3 ]            | [ 3 ]                |
| 07    | Eduardo Machado Silva                         | 8 de outubro de 2009  | 1º de janeiro de 2011  |                       |                    | [ nota 4 ]            | [ 4 ]                |
| 08    | João Oliveira de Sousa                        | 1º de janeiro de 2011 | 3 de abril de 2014     | Loreto                | Maranhão           | [ nota 5 ]            | [ 5 ] [ 6 ] [ 7 ]    |
| 09    | Cláudia Telles de Menezes Pires Martins Lelis | 1º de janeiro de 2015 | 27 de março de 2018    | Rio de Janeiro        | Rio de Janeiro     | [ nota 6 ]            | [ 8 ] [ 9 ]          |
| 10    | Wanderlei Barbosa Castro                      | 9 de julho de 2018    | 1º de janeiro de 2019  | Porto Nacional        | Tocantins          | [ nota 7 ]            | [ 10 ] [ 11 ]        |
| 10    | Wanderlei Barbosa Castro                      | 1º de janeiro de 2019 | 11 de março de 2022    | Porto Nacional        | Tocantins          | [ nota 8 ] [ nota 9 ] | [ 12 ] [ 13 ] [ 14 ] |
| 11    | Laurez da Rocha Moreira                       | 1º de janeiro de 2023 | em exercício           | Dueré                 | Tocantins          |                       |                      |

Legenda
| Cor   | Significado                                                                                |
| Verde | Mandatários eleitos por votação direta ou indireta (por escolha da Assembleia Legislativa) |